# Слънчоглед (село)
Вижте пояснителната страница за други значения на Слънчоглед.
Слънчоглед е село в Южна България. То се намира в община Джебел, област Кърджали.

## География
Село Слънчоглед се намира в планински район в близост до река Върбица.
Разделено е на три махали. Има много добър водоем за риболов и туризъм.

## История
Има данни за селото още от началото на XX век. По начало е преобладавало турското население, но през 50-те години се преселват българо-мохамедани от смолянския край (Гърнати, Бурево, Козарка и др).

## Население
Преброяване на населението през 2011 г.
Численост и дял на етническите групи според преброяването на населението през 2011 г.:
|                     | Численост | Дял (в %) |
| Общо                | 211       | 100,00    |
| Българи             | 6         | 2,84      |
| Турци               | 144       | 68,24     |
| Цигани              | 0         | 0,00      |
| Други               | 0         | 0,00      |
| Не се самоопределят | 0         | 0,00      |
| Неотговорили        | 60        | 28,43     |

## Други
През юли 2006 г. в селото е открито огнище на птичи грип. По заповед на земеделския министър Нихат Кабил са унищожени всички птици в селото – общо 470. Създадена е 3-километрова предпазна зона, която включва 6 села.